# کونسیسائو دو ماتو دنترو
کونسیسائو دو ماتو دنترو (به پرتغالی: Conceição do Mato Dentro) یک شهرداری در برزیل است که در میناز ژرایس واقع شده‌است. کونسیسائو دو ماتو دنترو ۱٬۶۷۱٫۴۶۵ کیلومتر مربع مساحت و ۱۷٬۵۰۳ نفر جمعیت دارد و ۷۰۰ متر بالاتر از سطح دریا واقع شده‌است.